# Kuninkpert

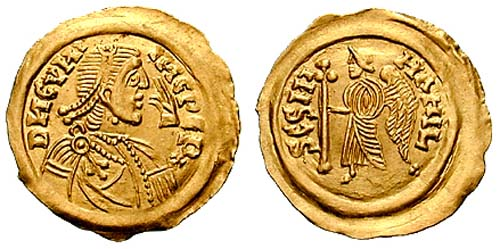
Tremissis Kuninkperta

Kuninkpert (również Cunibert lub Cunincpert) (ur. ?, zm. 700) – król Longobardów w latach 688–700. Był następcą swego ojca Perktarita, choć z tronem związany jako współrządca był od 678.
Prowadził wojnę z ariańskim buntem Alahisa, księcia Tarentu, a później Brescji, który walczył już z jego ojcem, a zbuntował się ponownie w 688 po śmierci Perktarita. Alahis opanował pałac królewski w Pawii i zamknął Kuninkperta w zamku na wyspie pośrodku jeziora Como. Jednak rządy Alahisa były uciążliwe i tyrańskie, więc utracił wsparcie ludu. W końcu w 689 Kuninkpert wystąpił z oddziałami z Piemontu i pokonał Alahisa i jego oddziały z regionu Wenecji w bitwie pod Coronate w zakolu rzeki Adda niedaleko Lodi. Alahis został rozgromiony i poległ w bitwie.
Kuninkpert walczył z wieloma powstaniami i buntami podczas swych rządów, włączając w to powstanie Ansfrida, uzurpatora w księstwie Friuli, którego z powodzeniem podporządkował swemu zwierzchnictwu.
Udanie zakończył też schizmę w kościele włoskim między Akwileją a Grado.
Zmarł w 700, a następcą został jego młody syn Liutpert pod opieką regenta Ansprand, którzy zmagali się wieloma buntownikami. W czasie rządów Kuninkperta miało miejsce wiele wojen. Był pierwszym monarchą longobardzkim, który wybijał monety ze swoją podobizną.
Pojął za żonę Hermelindę pochodzącą z Anglii.